# محوطه چشمه نظر ۲
محوطه چشمه نظر ۲ مربوط به دوره ساسانیان - سده‌های اولیه دوران‌های تاریخی پس از اسلام است و در شهرستان دره‌شهر، بخش مرکزی، دهستان زرین دشت، ۴۵۰ متری جنوب شرق روستای سرخ‌آباد واقع شده و این اثر در تاریخ ۹ بهمن ۱۳۸۶ با شمارهٔ ثبت ۲۰۷۲۹ به‌عنوان یکی از آثار ملی ایران به ثبت رسیده است.